# Chriolepis atrimelum
Chriolepis atrimelum är en fiskart som beskrevs av Bussing, 1997. Chriolepis atrimelum ingår i släktet Chriolepis och familjen smörbultsfiskar. Inga underarter finns listade i Catalogue of Life.